# Adolf Vedro
Adolf Vedro (auch Adu Vedro, * 16. Oktober 1890 in Narva; † 27. September 1944 in Haapsalu) war ein estnischer Komponist und Musikpädagoge.

## Leben und Werk
Adolf Vedro studierte von 1915 bis 1917 das Fach Kontrabass am Konservatorium von Petrograd. Er war dort ein Schüler des Volksmusikspezialisten Nikolai Solowjow.
Von 1920 bis 1941 war Vedro Dozent für Musiktheorie und Kontrabass am Tallinner Konservatorium (heute Estnische Musik- und Theaterakademie). Erst 1936 schloss er als Externer sein Studium der Fächer Komposition und Kontrabass am Konservatorium der estnischen Hauptstadt ab. Ab 1937 bekleidete er den Titel eines Professors.
Daneben war Vedro als Musikkritiker tätig. Seit 1915 arbeitete er als auch Komponist. Sein Werk umfasst vor allem Stücke für Klavier, Sinfonieorchester, Orgel und Chor. 1932 komponierte er die Oper Kaupo im Stil der Nationalromantik. 1939 folgte die Oper Muistne mõõk. Seine Werke greifen dabei eine mythische estnische Vorzeit auf. Vedro selbst stand der neuheidnischen estnischen Religion des Taarausk nahe.
Adolf Vedro liegt heute auf dem Waldfriedhof von Tallinn begraben.